# Locais de competição dos Jogos Olímpicos de Verão da Juventude de 2010
Este anexo é uma lista dos locais de competição dos Jogos Olímpicos de Verão da Juventude de 2010. São 18, no total.

## Locais de competição

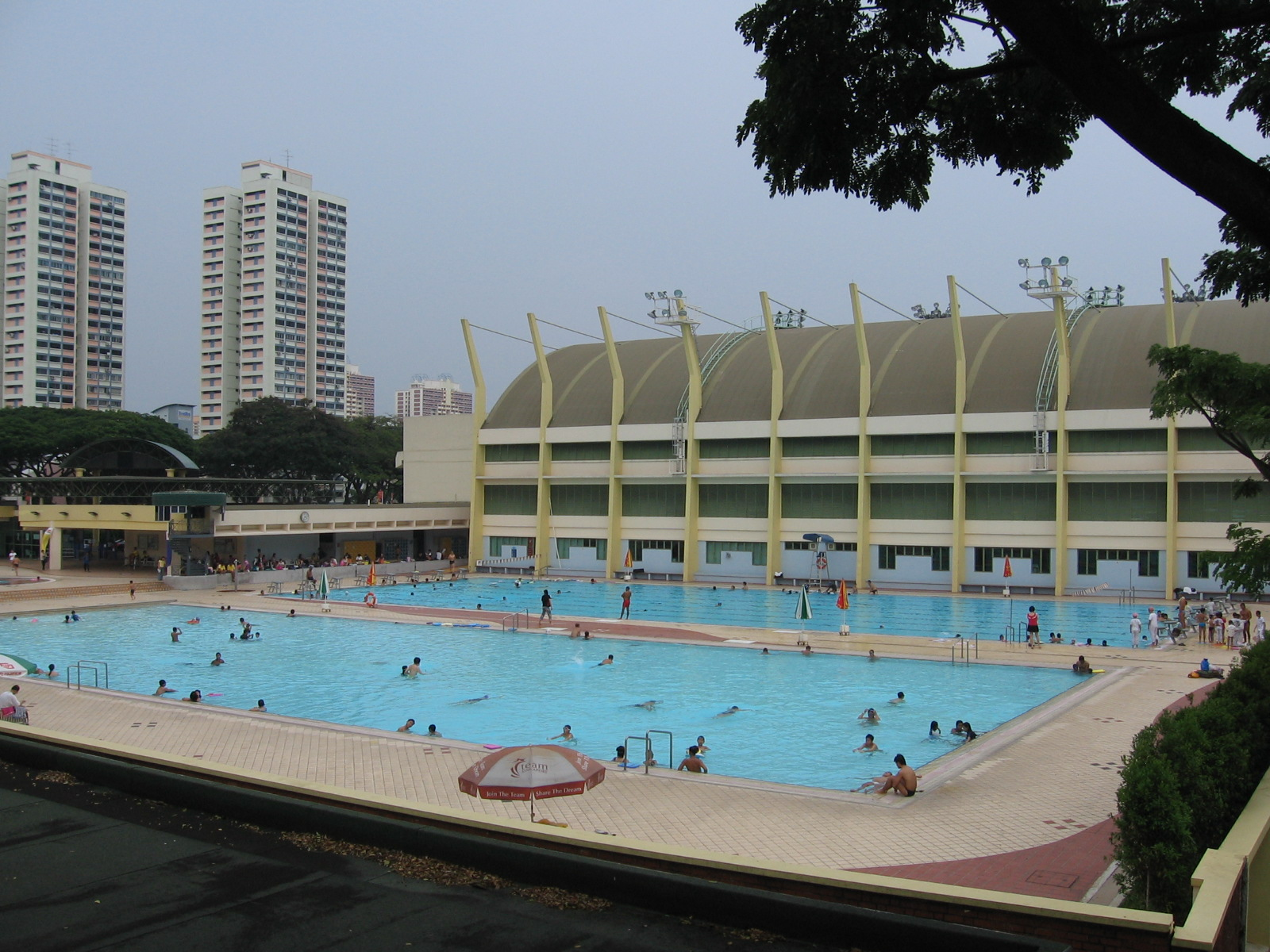
O Complexo de Natação de Toa Payoh acolheu a competição de saltos ornamentais destes Jogos.

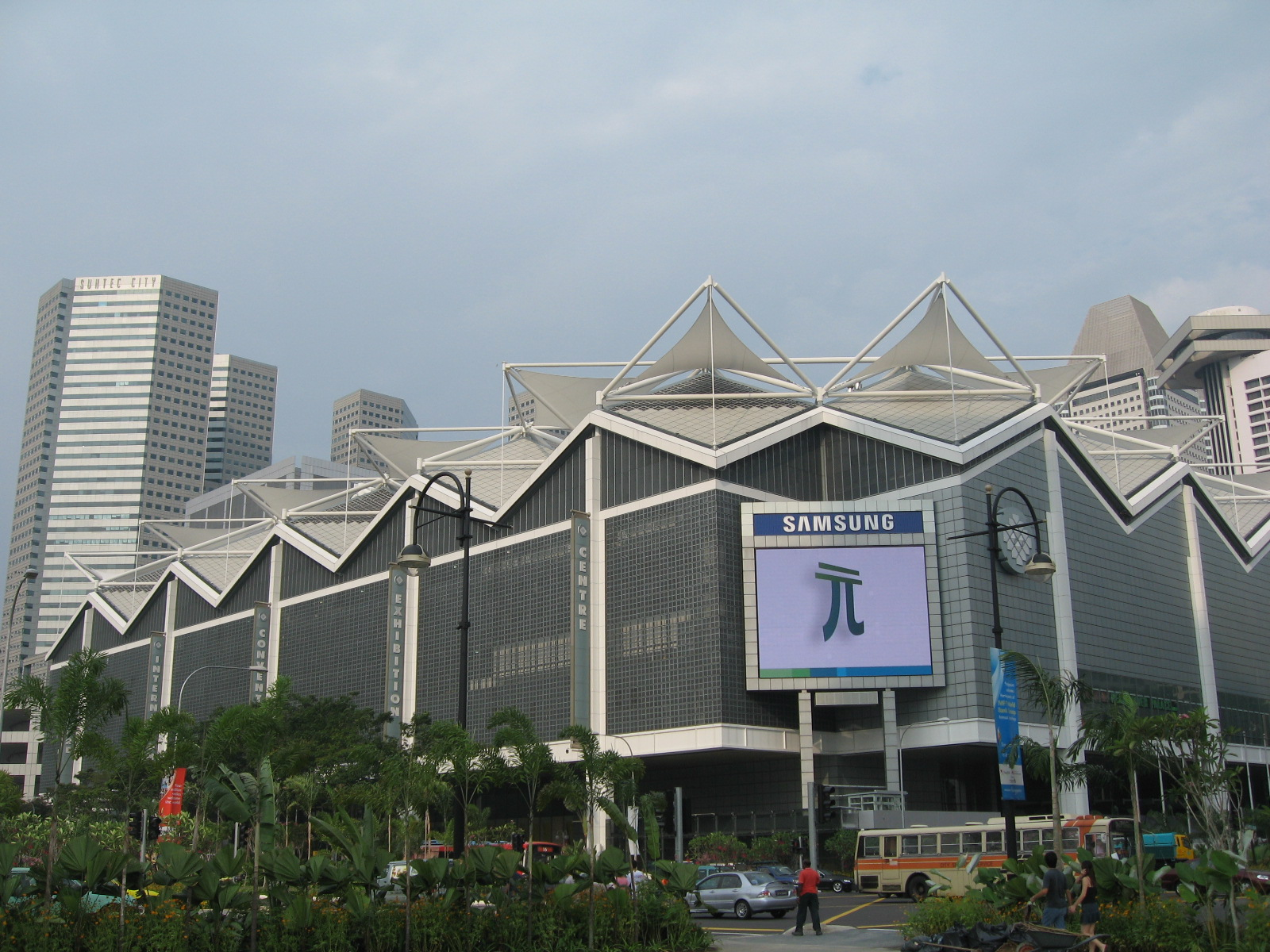
O Centro Internacional de Convenções e Exposições Suntec de Singapura

| Local                                | Desporto/s                                      | Capacidade | Tipo       | Ref.   |
| ------------------------------------ | ----------------------------------------------- | ---------- | ---------- | ------ |
| Scape [n 2]                          | Basquetebol                                     | 1 000      | Temporária | [ 1 ]  |
| Turf Club de Singapura               | Hipismo                                         | 1 500      | Nova       | [ 2 ]  |
| Centro de Ténis de Kallang           | Tênis                                           | 2 000      | Existente  | [ 3 ]  |
| Centro Internacional de Convenções   | Boxe, esgrima, handebol, judô, lutas, taekwondo | –          | Temporária | [ 4 ]  |
| Centro Nacional de Vela de Singapura | Vela                                            | N/A        | Existente  | [ 5 ]  |
| Complexo de Natação de Toa Payoh     | Saltos ornamentais                              | 800        | Existente  | [ 6 ]  |
| Escola dos Desportos de Singapura    | Natação, pentatlo moderno, tiro                 | –          | Existente  | [ 7 ]  |
| Estádio de Bishan                    | Atletismo                                       | 4 100      | Existente  | [ 8 ]  |
| Estádio de Hóquei de Sengkang        | Hóquei sobre a grama                            | 1 000      | Existente  | [ 9 ]  |
| Estádio Interior de Singapura        | Badminton, tênis de mesa                        | 5 000      | Existente  | [ 10 ] |
| Estádio Jalan Besar                  | Futebol                                         | 6 000      | Existente  | [ 11 ] |
| Kallang Field                        | Tiro com arco                                   | 500        | Existente  | [ 12 ] |
| Marina Reservoir                     | Canoagem, remo                                  | 1 000      | Temporária | [ 13 ] |
| Parque Costa Este                    | Triatlo                                         | N/A        | Temporária | [ 14 ] |
| Parque de Ciclismo de Tampines       | Ciclismo                                        | N/A        | Temporária | [ 15 ] |
| Pavilhão dos Desportos de Bishan     | Ginástica                                       | 1 920      | Existente  | [ 16 ] |
| Pavilhão dos Desportos de Toa Payoh  | Halterofilismo, voleibol                        | 2 000      | Existente  | [ 17 ] |
| Plataforma Flutuante da Marina Bay   | Ciclismo                                        | 25 000     | Existente  | [ 18 ] |